# Macrobrachium catonium
Macrobrachium catonium är en kräftdjursart som beskrevs av Hobbs 1995. Macrobrachium catonium ingår i släktet Macrobrachium och familjen Palaemonidae. Inga underarter finns listade i Catalogue of Life.